# Vaduz
Vaduz este capitala principatului Liechtenstein, un oraș de 5.000 locuitori, situat pe cursul superior al Rinului.

## Monumente
- Catedrala "Sfântul Florian" din Vaduz, secolul al XIX-lea